# Regionales Schutzgebiet Laguna de Huacachina
Das Regionale Schutzgebiet Laguna de Huacachina, span. Área de Conservación Regional Laguna de Huacachina, befindet sich in der Provinz Ica der Region Ica in Südwest-Peru. Das Schutzgebiet wurde am 7. August 2014 eingerichtet. Die Regionalregierung von Ica ist die für das Schutzgebiet zuständige Behörde. Das Schutzgebiet besitzt eine Größe von 24,08 km². Es dient der Erhaltung einer Wüstenlandschaft. Es wird in der IUCN-Kategorie VI als ein Schutzgebiet geführt, dessen Management der nachhaltigen Nutzung natürlicher Ökosysteme und Lebensräume dient.

## Lage
Das Schutzgebiet befindet sich im Distrikt Ica. Es liegt 3 km südwestlich der Großstadt Ica. Das Schutzgebiet besteht aus einem annähernd rechtecksförmigen Areal (6,5 km Nord-Süd-Ausdehnung, 4,6 km maximale Ost-West-Ausdehnung). An der nordöstlichen Ecke befindet sich die Wüstenoase Huacachina. Das Schutzgebiet umfasst die Seefläche sowie das westliche Seeufer.
Das annähernd rechtecksförmige Areal lässt sich durch folgende Koordinaten grob definieren: 
(, 
,
,
,
,
.

## Landschaft
Die wüstenhafte Landschaft wird von Sanddünen durchzogen. Ein bis zu 660 m hoher Höhenkamm verläuft in Nord-Süd-Richtung durch das Gebiet.